# Franz de Paula Triesnecker
Franz de Paula Triesnecker (2 d'abril de 1745, Mallon - † 29 de gener de 1817) fou un astrònom jesuïta austríac.

## Biografia
Amb setze anys entrà a la Companyia de Jesús. Estudià filosofia a Viena i matemàtiques a Tyrnau, i més tard fou professor. A causa de la repressió dels jesuïtes el 1773 es traslladà a Graz per completar els seus estudis de teologia. Després de la seva ordenació es convertí en ajudant de direcció a l'observatori de Viena. El 1792 va succeir Maximilian Hell com a director romanent en el càrrec durant la resta de la seva vida.
Durant la seva carrera publicà una sèrie de tractats d'astronomia i de geografia. Gran part del seu treball estigué dedicat a les efemèrides de Viena. Feu una sèrie de mesures dels cossos celestes, les quals foren publicades a partir del 1787 fins al 1806.